# Międzytorze (Płock)
Międzytorze – jednostka pomocnicza gminy (osiedle) Płocka.
Międzytorze oddane zostało do użytku na przełomie lat 70. i 80. XX wieku. Granice osiedla tworzą ulice Lachmana, Gintera oraz Piłsudskiego.
Typowe blokowisko-sypialnia, brak zabudowy jednorodzinnej. Osiedle zamieszkuje około 8 tys. mieszkańców.
Na Międzytorzu znajduje się parafia rzymskokatolicka pod wezwaniem Matki Bożej Fatimskiej, siedziba Biura Obsługi Klienta Multimedia Polska (dawniej płockiej telewizji kablowej Tele-Top) oraz Zespół Szkół nr 1 w Płocku, skupiający Szkołę Podstawową nr 2 im. Książąt Mazowieckich oraz IV Liceum Ogólnokształcące z Oddziałami Integracyjnymi im. Bolesława Krzywoustego. Do Zespołu Szkół należało także nieistniejące już (istniało do czerwca 2019 roku) Gimnazjum nr 1, które w momencie powstawania w 2001 roku, było największym gimnazjum w Polsce.
We wschodniej części osiedla znajduje się Centrum biznesu "Cotex Office Centre" (dawny zakład dziewiarski "COTEX") oraz biurowiec zakładu energetycznego Energa (dawny biurowiec "COTEX").

## Komunikacja
- ul. Lachmana - dojazd autobusami linii: 15, 20, 26, 32, 37
- Al. Piłsudskiego - dojazd autobusami linii: 3, 12, 14, 20, 24, 25, 26, 27, 28, 30, 35, 37, N1

## Ludność
| Rok     | 2000  | 2004  | 2005  |
| Ludność | 6 700 | 8 190 | 8 200 |